# Єрнес-і-Тамеса
Єрнес-і-Тамеса (ісп. Yernes y Tameza, аст. Tameza) — муніципалітет в Іспанії, у складі автономної спільноти Астурія. Населення — 185 осіб (2009).
Муніципалітет розташований на відстані близько 370 км на північний захід від Мадрида, 26 км на південний захід від Ов'єдо.
Муніципалітет складається з таких паррокій: Єрнес, Вільябре.

## Демографія
Динаміка населення (INE ):

## Галерея зображень

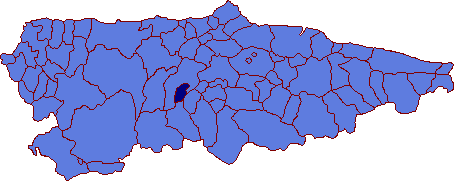
Розташування муніципалітету
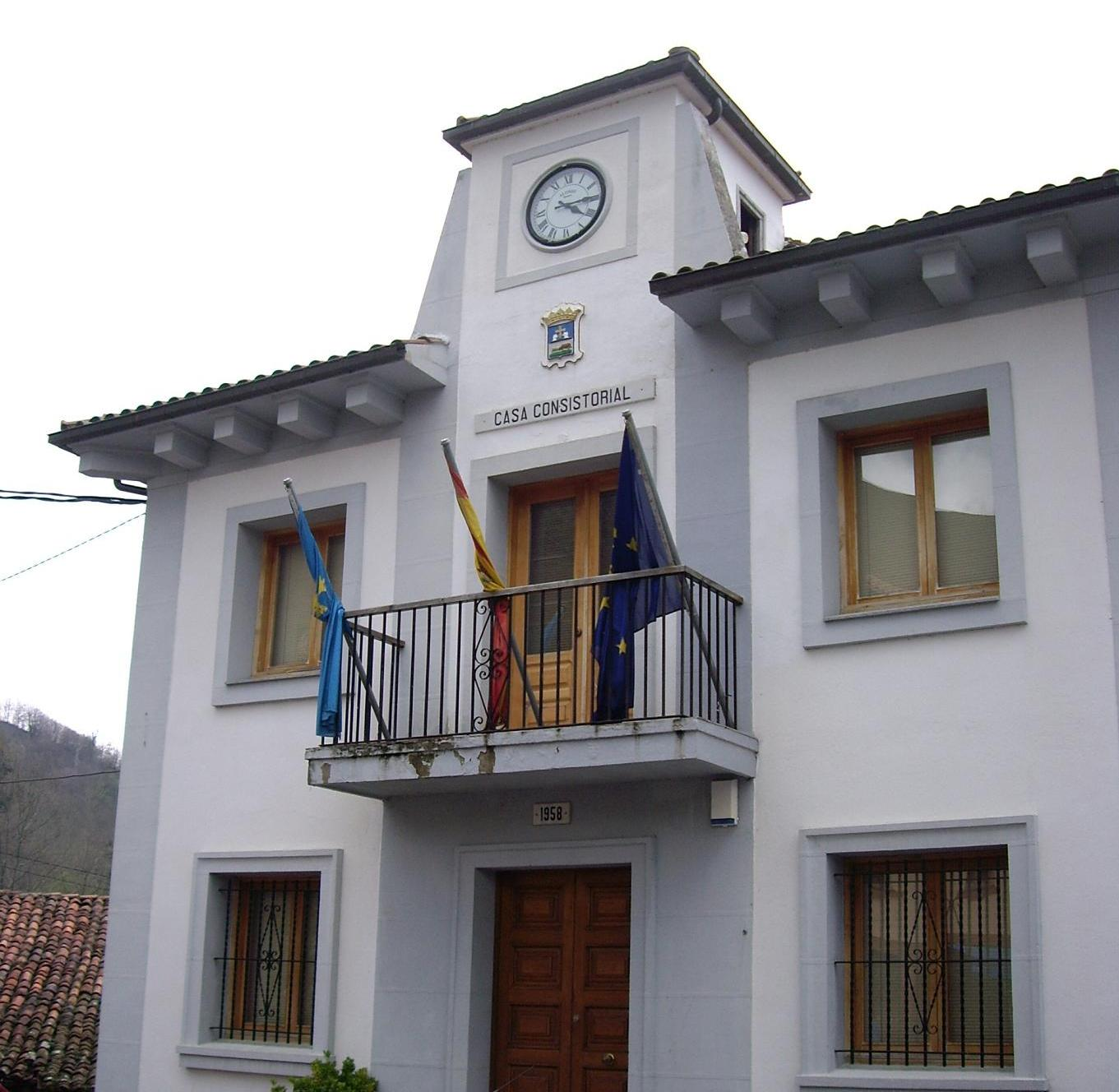
Муніципальна рада